# Sitar
Pour l’article ayant un titre homophone, voir Cithare.
Pour le vêtement féminin, voir Sitar (voile).
Le sitar est un instrument de musique à cordes pincées, luth à manche long typique de la musique hindoustanie.

## Histoire
La légende attribue sa création à Amir Kushrau au XIIIe siècle. Cette simple version à trois cordes, dérivée du tambur perse, a été modifiée au fil des siècles. Au XVIIIe siècle, une quatrième corde est ajoutée, puis au XIXe siècle, les tarafs, cordes sympathiques, et la forme imposante, pour jouer dans les durbar, les cours royales.
Il est le principal instrument du Khyal, musique hindoustanie classique de l'Inde du Nord.
À la fin des années 1960, l'instrument connaît une vogue éphémère dans la musique pop.

## Lutherie
Composé d'une caisse de résonance hémisphérique en gourde (tumba) et d'un large manche creux (taillé dans du tun ou du teck), muni de frettes argentées courbes et amovibles, sur l'arrière duquel est fixé un petit résonateur en bois, le sitar est un luth complexe. De multiples influences lui ont ajouté les cordes de bourdons rythmiques cikârî, comme sur le bîn, puis des cordes sympathiques. Il dispose de deux chevalets plats, permettant le buzz caractéristique (jawari) des instruments indiens. Le principal, sur pied, est situé au-dessus de l'autre et porte les cordes de jeu et de bourdon, tandis que le plus petit porte les cordes sympathiques. Enfin, c'est un instrument très décoré, par des appliques d'os ou d'ivoire sur le manche, et des bas-reliefs sur les résonateurs. De petites perles permettent aussi un accord fin.
Les cordes non-sympathiques se répartissent en 2 à 4 cordes de jeu et 2 à 4 cordes de bourdon, soit de 6 à 8 cordes en tout. La présence ou non de cordes de jeu graves distingue deux principaux types de sitars.
Ratna Rahimat Khan (en) a fait évoluer la forme générale de l'instrument, adaptant des résonateurs en calebasse plus gros que d'accoutumée et des cordes plus graves qui lui permettaient des âlâps plus proches de ceux joués sur le bîn, instrument plus grave.
Ce type de sitars, adopté notamment par Ravi Shankar, comporte :
- 13 cordes sympathiques accordées selon les notes du râga ;
- 4 cordes de jeu, dont 3 cordes de jeu (MA SA PA) accordées pour permettre le jeu sur quatre octaves ;
- 2 ou 3 cordes de bourdon rythmique (cikârî).

Ustad Vilayat Khan a développé un sitar sensiblement plus petit et donc plus maniable. Il fit renforcer la table d’harmonie pour permettre une attaque de la main droite plus importante, supprima une corde de jeu en bronze et la remplaça par une corde en acier pour enrichir le bourdon. Il n'atteint ainsi plus l'octave basse (kharaj) et il ne dispose que de 11 ou 12 cordes sympathiques. Il comporte 2 cordes de jeu (MA SA) et quatre cikârî.

## Jeu

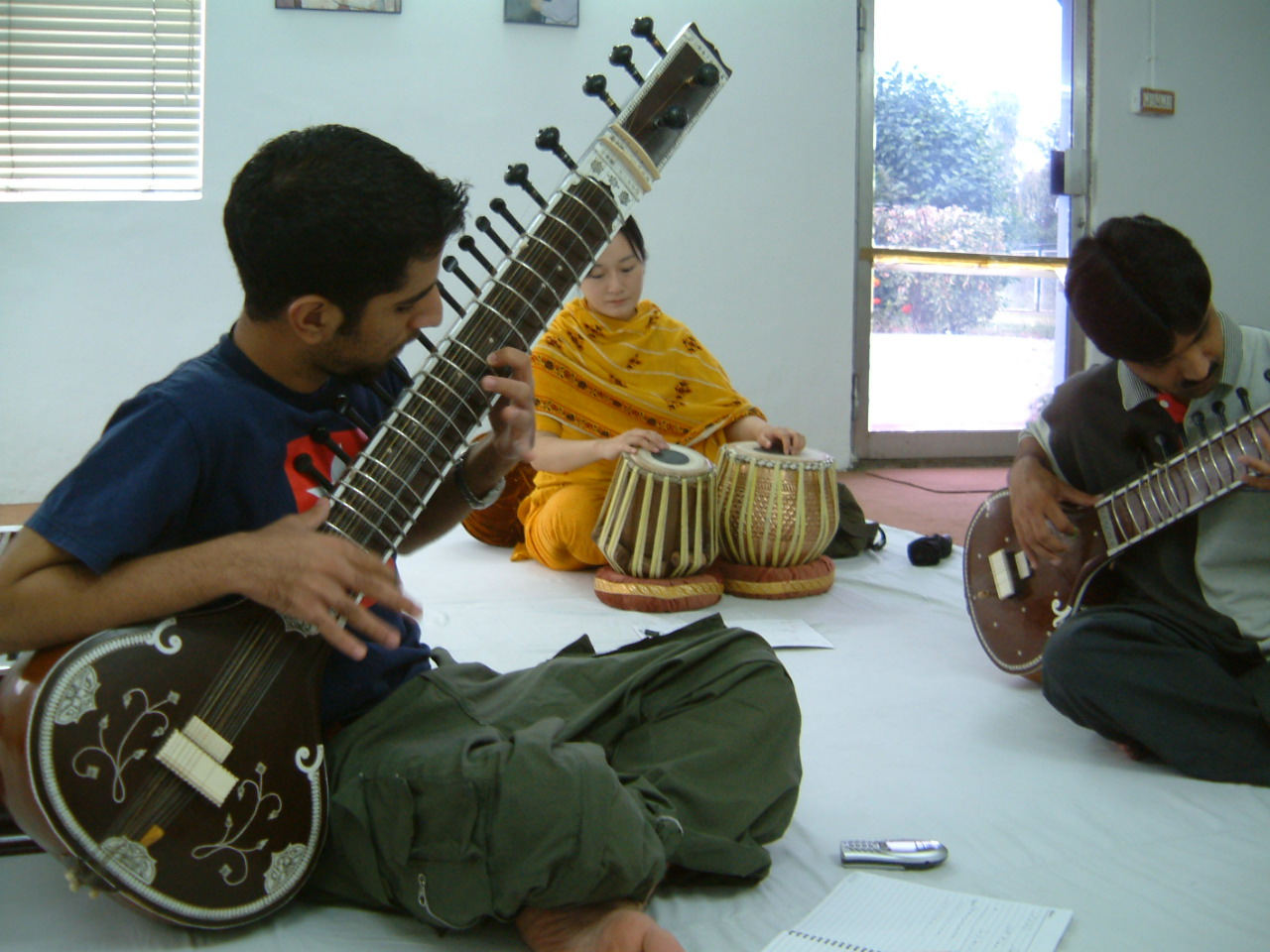
Démonstration de sitar à Islamabad, Pakistan

On en joue assis en tailleur par terre : l'instrument, calé sous le coude droit, repose sur le pied. Comme la guitare flamenco, il se tient à l'oblique (et non droit ou couché comme la tampura). Le sitariste use d'un onglet de métal (mezrab) sur l'index droit pour pincer les cordes. Il le fait en posant d'abord son pouce sur le bas du manche, juste en haut de la calebasse principale. Puis, dans un mouvement de va-et-vient (à la manière de son ancêtre le setar), il joue alternativement les cordes principales et rythmiques.
Il existe bien des techniques d'ornement spécifiques, comme les krintans. Le petit doigt de la main gauche caresse aussi parfois les cordes sympathiques. La technique évolue encore aujourd'hui.

## Utilisation dans la musique pop
Durant les années 1960, l'intérêt des occidentaux pour la spiritualité de l'Inde s'étend au domaine musical. Le mouvement psychédélique, en particulier, intègre progressivement des sonorités asiatiques et du moyen-Orient et le sitar fait son apparition dans la musique pop, notamment celle des Beatles. Le guitariste George Harrison, qui, en 1966 devient élève puis ami de Ravi Shankar, l'utilise sur plusieurs titres des Beatles : Norwegian Wood (1965), Love You To (1966), Within You Without You (1967), The Inner Light (1968).
Brian Jones utilise un sitar sur la chanson des Rolling Stones, Paint It Black sur l'édition américaine de l'album Aftermath (1966). Le guitariste chanteur américain Shawn Phillips joue du sitar sur l'album de Donovan Sunshine Superman (1966), et l'année suivante sur la chanson Sunny South Kensington de l'album Mellow Yellow (1967).
Les succès internationaux de Norwegian Wood et Paint It Black familiarisent le public occidental avec la sonorité typique du sitar. Dans la foulée, la musique indienne connaît un certain engouement, en particulier aux États-Unis, où Ravi Shankar apparaît dans plusieurs festivals rock, entre autres au Concert pour le Bengla Desh.
Le groupe britannique Yes ont eu recours aux talents de Deepak Khazanchi pour le sitar et le tanpura sur la chanson It Can Happen de l'album 90125 en 1983. Précédemment, ils avaient un guitariste, Steve Howe, qui lui jouait du sitar électrique Danelectro Sitar Guitar, sur des chansons telles que Close to the Edge et To Be Over pour ne nommer que celles-là.

## Sitaristes

### Sitaristes indiens
- Ravi Shankar
- Anoushka Shankar
- Vilayat Khan
- Imrat Khan
- Nikhil Banerjee
- Ashok Pathak
- Balaram Pathak
- Rais Khan (en)
- Shahid Parvez (en)
- Budhaditya Mukherjee (en)
- Pandit Kushal Das
- Pandit Narendra Mishra
- Anupama Bhagwat

### Sitaristes non indiens
- Patrick Moutal
- Brigitte Menon

### Musiciens ayant utilisé épisodiquement le sitar
- George Harrison
- Brian Jones
- Shawn Phillips